# Charlotte Bankes
Pour les articles homonymes, voir Bankes.
Charlotte Bankes, née le 10 juin 1995 à Hemel Hempstead au Royaume-Uni, est une snowboardeuse franco-britannique.

## Biographie
Née au Royaume-Uni, sa famille déménage à l'Argentière - la Bessée en 1999, alors qu'elle a 4 ans.
Elle commence le ski à Vallouise puis intègre l'équipe de France de ski.
En 2013, elle gagne le championnat de France de cross.
Aux Jeux olympiques d'hiver de 2014, elle se classe 17e du snowboardcross.
En 2015, elle est championne du monde junior puis vainqueur de l'épreuve de Coupe du monde de La Molina.
Aux Jeux olympiques d'hiver de 2018, elle se classe 7e du snowboardcross.
Lors de la saison 2018-2019, elle quitte l'équipe de France pour rejoindre celle de Grande-Bretagne.
Elle remporte les Championnats du monde de snowboard 2021.
En 2023, elle remporte son deuxième globe de cristal.

## Palmarès

### Championnats du monde
| Édition / Épreuve           | Snowboardcross | Par équipes |
| --------------------------- | -------------- | ----------- |
| Mondiaux 2015 Kreischberg   | 8e             | -           |
| Mondiaux 2017 Sierra Nevada | 21e            | Argent      |
| Mondiaux 2019 Utah          | Argent         | -           |
| Mondiaux 2021 Idre          | Or             | -           |
| Mondiaux 2023 Bakuriani     | 4e             | Or          |
| Mondiaux 2025 Engadine      | Argent         | 12e         |

### Coupe du monde
- 2 gros globe de cristal :
  - Vainqueur du classement snowboardcross en 2022 et 2023.
- 35 podiums dont 25 victoires.

#### Détails des victoires
| Épreuve / Édition | Snowboard cross                                                        |
| ----------------- | ---------------------------------------------------------------------- |
| 2014-2015         | La Molina                                                              |
| 2016-2017         | Veysonnaz                                                              |
| 2017-2018         | Bansko                                                                 |
| 2020-2021         | Bakuriani                                                              |
| 2021-2022         | Montafon Krasnoïarsk x2 Reiteralm Veysonnaz                            |
| 2022-2023         | Cervinia Cortina d'Ampezzo Sierra Nevada x2 Veysonnaz Mont Sainte-Anne |
| 2023-2024         | Goudaouri Sierra Nevada Cortina d'Ampezzo Mont Sainte-Anne x2          |
| 2024-2025         | Beidahu x2 Cortina d'Ampezzo Erzurum Goudaouri                         |